# Das Wunder der Lions
Das Wunder der Lions ist ein US-amerikanischer Spielfilm aus dem Jahre 2003. Der Sport- und Familienfilm wurde für den Disney Channel produziert. Der Film basiert auf einer wahren Begebenheit.

## Handlung
Das Basketball-Team der jüdischen Schule Philadelphia Hebrew High Academy hat seit zwei Jahren kein Spiel mehr gewonnen. Der desinteressierte Coach Simowitz ist für die Mannschaft keine große Hilfe. Doch der talentierte Mannschaftskapitän Alex Schlotsky, genannt Schlotz, will die Meisterschaft gewinnen, die dieses Jahr an der Schule stattfinden soll. Zufällig trifft er Lamont Carr, den ehemaligen Star einer College-Mannschaft. Die Mannschaft hält ihn für die Reinkarnation des Judas Makkabäus.  Alex überredet Lamont gegen den Willen seiner Eltern und der Direktorin Mrs Klein, die Mannschaft zu trainieren. Mit seiner Hilfe gewinnt die Mannschaft das Turnier.

## Kritik
Der filmdienst urteilte, der Film appelliere auf naive Weise „an Teamgeist, Glaube und Hoffnung“ und sei zwar „(u)nterhaltsam, aber auch in den Spielszenen eher misslungen“. 